# Fuad Poladov
Fuad Poladov (Baku, 1948. május 24. – Baku, 2018. május 5.) szovjet–azeri színész.

## Filmjei
- Следствие продолжается (1966, azeri: Istintaq davam edir)
- Главное интервью (1971, azeri: Ən vacib müsahibə)
- Születésnap (День Рождения) (1978, tv-film, azeri: Ad günü)
- Свекровь (1978, azeri: Qaynana)
- Сигнал с моря (1987, azeri: Isaräni dänizdän gözläyin)
- Экзамен (1987, azeri: İmtahan)
- Красный поезд (1993, azeri: Qirmizi qatar)
- Пес (1993)
- Qara Volqa (1994)
- Köpäk (1994)
- Расстрел переносится (1993)
- Ümid (1995)
- Семья (1998, azeri: Ailə)
- Страх (1998)
- Vahima (1998, rövidfilm)
- Təsadüfi görüş (1999, rövidfilm)
- Телефон доверия (2001)
- Haci qara (2002)
- Ovsunçu (2003)
- Küçələrə su səpmişəm (2004)
- Взлётная полоса (2005, azeri: Uçuş xətti или Arxada qalmış gələcək)
- Isten veled, déli város! (Прощай, южный город) (2006)
- Русский перевод (2006)
- Dede Korkut hikayeleri (2007, tv-film)
- Доброе утро, мой ангел! (2008, azeri: Günaydın, mələyim!)
- Aktrisa (2011)
- Град (2012, azeri: Dolu)
- Man Eva Qayidiram (2014)
- Meleyin öpüsü (2017)